# Bianca Rech
Bianca Rech (ur. 25 stycznia 1981 w Bad Neuenahr-Ahrweiler) – niemiecka piłkarka, występująca na pozycji pomocnika.

## Sukcesy[1]

### 1. FFC Frankfurt
- Bundesliga: Zwycięzca (3) 2000–01, 2001–02, 2002–03, 2-miejsce (1) 2003–04
- Puchar Niemiec: Zwycięzca (3) 2000–01, 2001–02, 2002–03, Finalista (1) 2003–04
- Liga Mistrzów: Zwycięzca (1) 2002-03

### FC Bayern
- Bundesliga: 2-miejsce (1) 2008-09

### Niemcy
- Mistrzostwa Europy U-19: Zwycięzca (1) 2000, Finalista (1) 1999